# Pek Čong-won
Pek Čong-won (korejsky (Hangul) 백종원, (Hanča) 白種元), na YouTube znamý jako Paik, je jihokorejský kuchař, ochutnavač, youtuber, moderátor, ředitel školy a CEO společnosti The Born Korea. Je hlavním hostitelem pořadů televize SBS o vaření Baek Jong-won's Top 3 Chef King, Baek Jong-won's Food Truck a Baek Jong-won's Alley Restaurant. Na svém Youtube kanále 백종원의 요리비책 Paik's Cuisine má 5,46 milionu odběratelů.

## Život
Svou kuchařskou kariéru zahájil v roce 1993 otevřením restaurace Sambap v Nonhjon-dongu v Soulu. Je také ředitelem firmy The Born Korea. Ve stejné době řídil také společnost Dain, která obchodovala s dřevěnými domy, ale po asijské finanční krizi v roce 1997 musel přestat.
Je také ředitelem školy Jedok.
V roce 2013 se oženil s herečkou So Ju-džin, se kterou má jednoho syna a dvě dcery.
V září 2015 BGF Retail a The Born Korea od prosince téhož roku prodávají obědové boxy pojmenované po Pekovi a So.